# Vinho quente

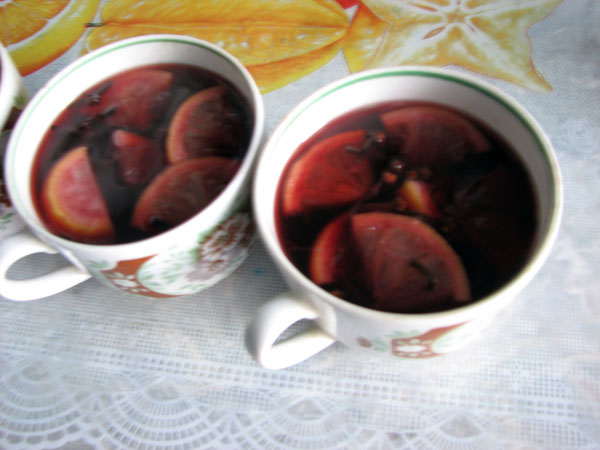
Vinho quente com limão

O vinho quente (português europeu) ou quentão (português brasileiro) é uma bebida quente de origem européia feita com vinho tinto e especiarias. É uma bebida tipicamente alcoólica, embora existam versões sem álcool. Nos países europeus é tradicionalmente bebido durante o inverno e é freqüentemente associado com as festividades de Natal. Na região sul do Brasil, essa bebida é tradicionalmente servida durante as quermesses e festas juninas, que são celebradas no princípio do inverno.
O ato de misturar especiarias em vinho remonta aos antigos gregos, que as adicionavam para prevenir o desperdício de vinho prestes a vencer, e para se aproveitar as propriedades medicinais das ervas. Os gregos chamavam esse vinho com especiarias de "hippocras", em homenagem a Hipócrates, considerado por alguns o pai da medicina. Os romanos desenvolveram uma bebida similar à dos gregos: o autor romano Marcus Gavius Apicius, no seu compêndio da culinária romana conhecido como Apicius Culinaris, descreve uma receita romana conhecida como conditum paradoxum, que consistia de vinho quente com especiarias e mel. 

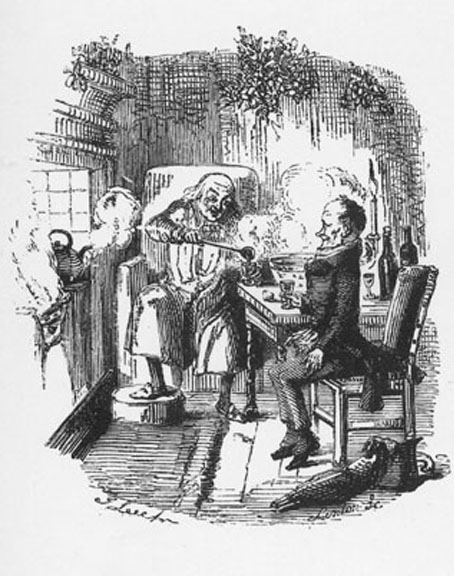
Scrooge e Bob celebram o Natal com uma caneca de smoking bishop em "A Christmas Carol" de Charles Dickens. Ilustração de John Leech, 1843.

Durante a idade média, o vinho quente ganhou popularidade na Europa e eventualmente sacos prontos com especiarias podiam ser encontrados em mercados europeus com o intuito de fazer vinho quente, entre eles o hippocras. No Reino Unido, vinho quente é conhecido como mulled wine (vinho temperado), e se popularizou como uma bebida de natal; essa fama se ampliou nas terras de língua inglesa com a popularidade do livro A Christmas Carol por Charles Dickens, que faz referência a uma receita vitoriana de vinho quente conhecida como "smoking bishop" (bispo fumegante). O dicionário de inglês estadunidense Merriam-Webster sugere que o verbo inglês "mull", quando carrega o significado "esquentar, adoçar e temperar (vinho ou cidra) com especiarias" é registrado pela primeira vez em 1618, durante a alta idade média. 
As especiarias usadas para fazer vinho quente variam. O smoking bishop mencionado por Dickens, por exemplo, é feito com vinho do Porto, vinho tinto, limão (siciliano), laranja-azeda, açúcar e especiarias como cravo. Uma variedade francesa "vin chaud" sugere adicionar laranja, canela, conhaque e cravo; variedades portuguesas sugerem adicionar vinho do Porto; uma outra variante alemã chamada "Glühwein" sugere adicionar cardamomo; uma versão nórdica conhecida como "gløgg" usa amêndoas e brandy, e assim sucessivamente. 
Vinho quente também se popularizou na Escandinávia. Segundo o museu de Vinhos e Destilados em Estocolmo, o rei Gustavo I Vasa gostava muito de uma bebida feita de "vinho alemão, açúcar, mel, canela, gengibre, cardamomo e cravo". Em 1609 essa bebida ficou conhecida como "glögdad vin", significando "vinho escaldante". Em 1870 o termo foi publicado de maneira simplificada como "glögg". 
No Brasil, o vinho quente é conhecido na região sul como "quentão" e consiste em uma mistura aquecida de vinho, gengibre, açúcar e especiarias como cravo e canela. Segundo o folclorista Amadeu Amaral, em O dialeto caipira (1920), "quentão" é uma palavra de origem caipira.[carece de fontes?]
Nas regiões sudeste e nordeste do Brasil, "quentão" é o nome dado a uma bebida similar feita com cachaça ao invés de vinho. A variação se dá devido às grandes produções canavieiras dessas regiões e maior dificuldade de acesso ao vinho que é mais largamente produzido na região sul.